# Frank Clark (labdarúgó)
Frank Clark (Rowlands Gill, 1943. szeptember 9. –) angol labdarúgó, hátvéd, edző, sportvezető.

## Pályafutása

### Játékosként
1961–62-ben a Crook Town, 1962 és 1975 között a Newcastle United, 1975 és 1979 között a Nottingham Forest labdarúgója volt. A Newcastle Uniteddel az 1968–69-es idényben Vásárvárosok kupája-győztes volt. A döntőben az Újpesti Dózsát győzte le az angol csapat. A Foresttel egy-egy angol bajnoki címet (1977–78) és BEK-győzelmet (1978–79) ért el.

### Edzőként
1983 és 1991 között a Leyton Orient, 1993 és 1996 között a Nottingham Forest, 1996 és 1998 között a Manchester City vezetőedzője volt.
2011. október 12-én vette át Nigel Doughtytól a Nottingham Forest elnöki posztját, amelyet 2013. január 17-i menesztéséig töltött be.

## Sikerei, díjai

### Játékosként
Newcastle United
- Vásárvárosok kupája (VVK)
  - győztes: 1968–69

 Nottingham Forest
- Angol bajnokság (First Division)
  - bajnok: 1977–78
- Angol ligakupa
  - győztes (2): 1977–78, 1978–79
- Bajnokcsapatok Európa-kupája (BEK)
  - győztes: 1978–79

### Edzőként
- Premier League – A hónap edzője díj: 1994. szeptember, 1995. október
- LMA (League Managers Association) – az év edzője (1994–95)

 Nottingham Forest
- Angol bajnokság – másodosztály (First Division)
  - 2. (feljutó): 1993–94